# مرخصی استعلاجی

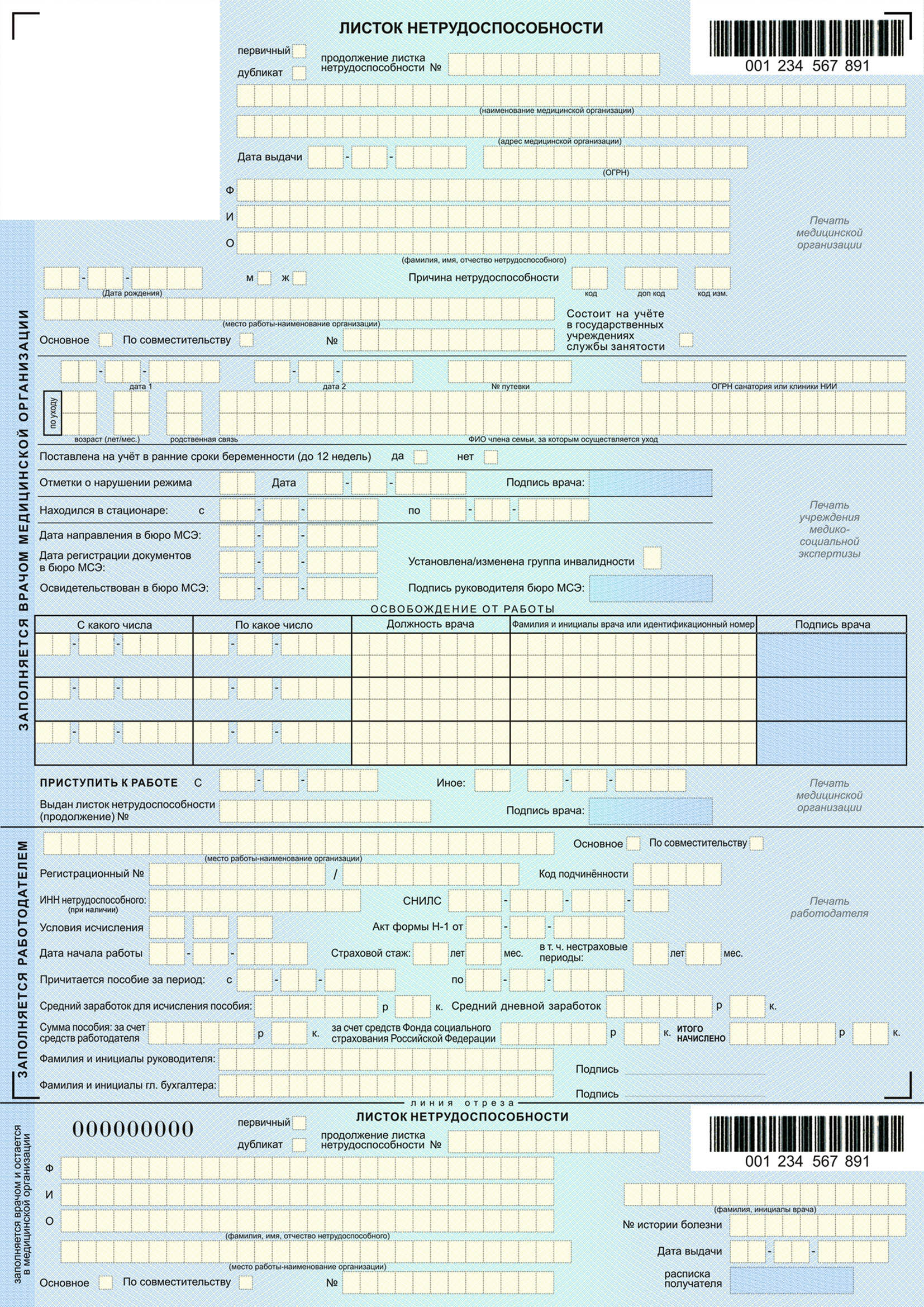
مرخصی استعلاجی گونه‌ای از مرخصی با حقوق می‌باشد که متفاوت از مرخصی استحقاقی می‌باشد و کارمندان می‌توانند با بهره‌مندی از آن، به منظور رسیدگی به وضعیت سلامتی خود (روحی و جسمی)، در محل کار حاضر نشوند.

مرخصی استعلاجی گونه‌ای از مرخصی با حقوق می‌باشد که متفاوت از مرخصی استحقاقی می‌باشد و کارمندان می‌توانند با بهره‌مندی از آن، به منظور رسیدگی به وضعیت سلامتی خود (روحی و جسمی)، در محل کار حاضر نشوند. در بعضی کشورهای پیشرفته، مصادیق بهره‌مندی از این گونه مرخصی، فراتر از تعریف فوق می‌باشد و رسیدگی به مشکلات قاعدگی، خشونت خانگی و آزار جنسی و حتی مشکلات سلامت سایر اعضای خانواده را هم در بر می‌گیرد. در شماری از کشورهای آسیایی، آفریقایی و آمریکای جنوبی، این گونه از مرخصی در قانون کار ذکر نشده و نیروهای کار مجبورند برای رسیدگی به این قبیل امور، از مرخصی استحقاقی خود استفاده کنند.